# Maruja Boldoba
Maruja Boldoba (Madrid, 1922 - † Valencia, 14 de marzo de 2009) fue una actriz y vedette de revista española.

## Biografía
Debuta en 1941 sobre los escenarios de Madrid en la representación de la revista Yola, junto a la máxima estrella del género, Celia Gámez estrenada en el Teatro Eslava. Sería precisamente en ese momento cuando conoció al que sería su marido, el también actor Alfonso Godá. Un año más tarde, también con Gámez, vuelven a coincidir en el espectáculo Si Fausto fuera Faustina.
En años sucesivos, y siempre junto a su esposo, triunfa en los teatros de la capital en representaciones como 24 horas mintiendo o Tres días para quererte (1946).
En 1951, tras incorporarse a la Compañía del Teatro Lope de Vega, estrena el que sería uno de sus mayores éxitos: La cuarta de A. Polo, con libreto de Carlos Llopis y música del maestro Manuel Parada. Posteriormente vendrían Las cuatro copas, Hoy o mañana y Las hijas de Helena.
A lo largo de la década de 1950, continuó siendo una de las principales exponentes del género y compartió escenario entre otros, con figuras como Manolo Gómez Bur, Antonio Casal, Adrián Ortega o Juanito Navarro.
Entrada la década de los sesenta, cambió su registro y se dedicó plenamente a la comedia, participando en varios montajes de obras escritas por Alfonso Paso y dirigida por José Carlos Plaza. No obstante, también realizó incursiones dramáticas, como El público (1987), de Federico García Lorca, las Comedias bárbaras (1991), de Valle-Inclán o El mercader de Venecia (1992), de Shakespeare, de nuevo bajo la dirección de Plaza.